# Montezumina granti
Montezumina granti är en insektsart som beskrevs av Nickle 1966. Montezumina granti ingår i släktet Montezumina och familjen vårtbitare. Inga underarter finns listade i Catalogue of Life.